# Manuel Mestre Gorgoll
Manuel Mestre Gorgoll (n. San Francisco de Campeche, Yucatán, 17 de junio de 1837 - San Juan Bautista, Tabasco, 8 de enero de 1917) fue un médico y político mexicano que ocupó varios cargos en el servicio público llegando a ser Gobernador Constitucional del estado mexicano de Tabasco.

## Primeros años
Hijo del matrimonio formado por José Mestre y Juana Gorgoll Totosaus, Manuel Mestre, realizó sus estudios en la Escuela Nacional de Medicina de la Ciudad de México, presentando su examen profesional el 12 de marzo de 1861, obteniendo el título de médico cirujano.